# Coelopencyrtus kaalae
Coelopencyrtus kaalae is een vliesvleugelig insect uit de familie Encyrtidae. De wetenschappelijke naam is voor het eerst geldig gepubliceerd in 1901 door Ashmead.